# السيوف (الإسكندرية)
السيوف هي منطقة سكنية تابعة لقسم أول المنتزة بحي أول المنتزة بمدينة الإسكندرية في مصر، تنقسم إلى شياختين هما شياخة السيوف بحري، وشياخة السيوف قبلي.

## أهم المعالم
- حديقة دوران السيوف.
- مبنى المطافئ.
- قرية عبد الوهاب للمشويات.
- المعهد العالى للسياحة والفنادق والحاسب الآلي.
- مساجد الانوار الإسلامية، مكة، التواب الرحيم، عثمان بن عفان، المدينة المنورة، ومبروك.
- كنيسة الأنبا أثناسيوس الرسولي - الأرثوذكسية.
- سيتى لايت مول.
- جمعيات الأنوار المحمدية، أطياب السيوف، ومصر للتنمية الاجتماعية.